# Hermann von Gersdorff

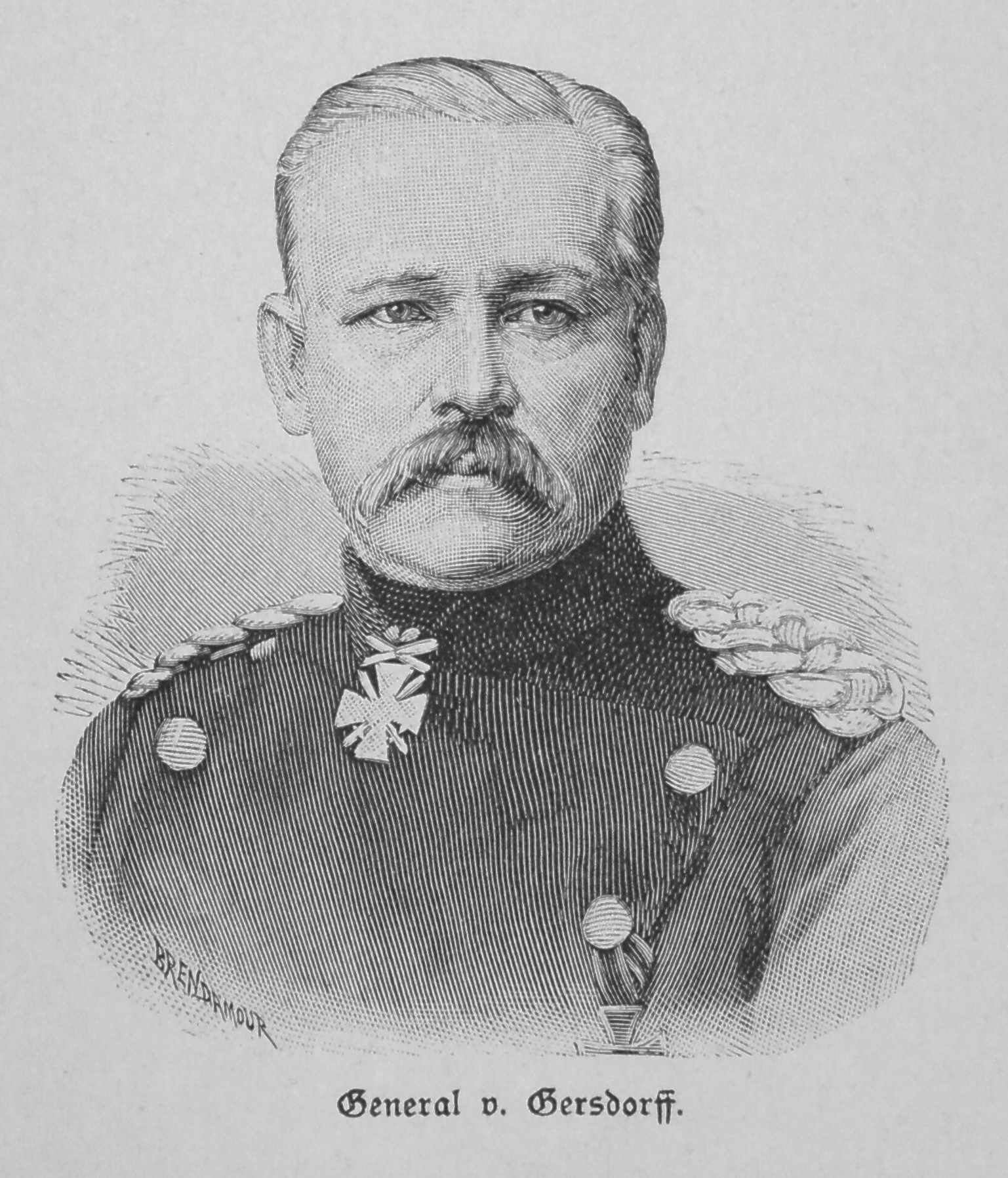
General von Gersdorff

Hermann Konstantin von Gersdorff (* 2. Dezember 1809 in Kieslingswalde; † 13. September 1870 in Sedan, Département Ardennes) war ein preußischer Generalleutnant sowie Kommandeur der 22. Division.

## Leben

### Herkunft
Hermann Konstantin war der Sohn von Wolf Christian Ludwig von Gersdorff (1765–1832), Landrat des Kreises Görlitz, Herr auf Kieslingswalde, Obererdmannsdorf und Steinbach, und dessen Ehefrau Charlotte Friederike Dorothea Auguste, geborene von Wiedebach (1776–1826).

### Militärkarriere
Nach der Ausbildung in der Kadettenanstalt in Dresden trat Gersdorff am 16. Mai 1827 als Sekondeleutnant in das 2. Garde-Regiment zu Fuß der preußischen Armee ein. Er wurde am 14. Mai 1829 zum Garde-Reserve-Infanterie-Regiment versetzt und vom 1. Oktober 1832 bis 1. Juli 1833 zur Allgemeinen Kriegsschule kommandiert. Anschließend war Gersdorff ab 18. März 1835 beim Garde-Schützen-Bataillon. Er ließ sich beurlauben und war 1842/44 mit den späteren Generalen Wilhelm Hiller von Gärtringen (1809–1866) und August Graf von Werder (1808–1888) Teilnehmer an den russischen Feldzügen im Kaukasus. Gersdorff machte hier die Gefechte am Urup, bei Oisunger, Serani, an der Assa sowie bei Kalanitsch mit und wurde für seine Leistungen mit dem Orden des Heiligen Wladimir IV. Klasse mit Schwertern ausgezeichnet. Nach seiner Auszeichnung wurde er als Ehrenritter in den Johanniterorden aufgenommen und erhielt am 15. März 1845 das Patent als Premierleutnant.
1848 wurde er im Schleswig-Holsteinischen Krieg zur Organisation der schleswig-holsteinischen Truppen abkommandiert und kämpfte bei Schleswig, Hadersleben und Kolding.
Im Jahr 1853 wurde Gersdorff Major im Stab der 16. Division, 1859 Kommandeur des 4. Jäger-Bataillons und 1860 Kommandeur des 67. Infanterie-Regiments. Im Jahr 1864 führte er als Generalmajor die 11. Infanterie-Brigade im Krieg gegen Dänemark und 1866 im Krieg gegen Österreich. Hier nahm er an den Schlachten von Münchengrätz und Königgrätz teil.
Schließlich wurde Gersdorff am 30. Oktober 1866 Kommandeur der 22. Division sowie am 31. Dezember 1866 zum Generalleutnant befördert. Als Julius von Bose, Kommandierender General des XI. Armee-Korps, im Deutsch-Französischen Krieg in der Schlacht bei Wörth am 6. August 1870 schwer verwundet wurde, wurde Gersdorff die Führung des Korps übertragen. Doch wurde er selbst am Mittag der Schlacht von Sedan am 1. September 1870, den Kampf um Floing leitend, durch einen Schuss in die Brust so schwer verwundet, dass er am 13. September noch in Sedan verstarb.

### Ehrungen
Nach ihm wurde die Infanterie-Kaserne im heutigen Europaviertel in Wiesbaden und das Füsilier-Regiment „von Gersdorff“ (Kurhessisches) Nr. 80 benannt.

### Familie
Gersdorff hatte am 26. April 1854 in Rothenburg Klara Agnes Marianne von Gersdorff (1827–1881), die Tochter des Kammerherrn Wigand Adolf von Gersdorff, geheiratet. Aus der Ehe gingen folgende Kinder hervor:
- Charlotte Wilhelmine Hermine Klara Anna Therese (* 1855)
- Adolfine (1855–1923), Äbtissin zu Heiligengrabe ⚭ Louis von Rohr († 25. Oktober 1882)
- Rose Maria Klara (* 1856) ⚭ Arthur von Schlieffen (1844–1914), preußischer Generalleutnant
- Klara Johanna Karoline (* 1858), Hofstaatsdame der Kaiserin Auguste Viktoria